# 澳門歷史初中補充教材

《澳門歷史初中補充教材》書影

《澳門歷史初中補充教材》是一部由澳門教育暨青年局編寫的、針對初中學生的歷史課程教材，於2007年1月26日發行，印量一萬冊。

## 爭議
教材在面世以後不久就成為澳門教育界爭議的對象。《澳門觀察報》在3月30日發表文章，訪問了澳門歷史教育學會的陳樹榮。他不但指出了二十多個錯處，更批評教材對二十世紀澳門三件重大史事，即1922年的葡兵殺害華工事件，1952年7月的關閘事件及1966年12月的一二·三事件有所遺漏。
澳門中華教育會教育科學研究組進行了相關課題的探討，並於五月上旬向教青局提交了意見書，更於5月26日召開團體會員學校中學歷史科老師座談會。與會者認為《補充教材》未能見到鄉土教學中，最重要的一個訊息——「根」的問題，尤其缺乏了對愛國愛澳訊息的傳遞。另外在編纂過程中，缺乏顧問支持之餘，又沒有廣泛徵詢前線老師的意見。在編排方面，《教材》既缺乏對教師予以明確指引，又缺乏配套，影響學生學習興趣。
另一方面，立法議員吳國昌在5月31日立法會大會議程前發言中指出，教材內存在眾多不確、不實的史料；教師用書內容跟學生用書內容存在不少自相矛盾；重要史實被隱藏遺漏；部分內文涉嫌連篇抄襲自他人已出版的書籍內文，既無註明資料來源，也沒有把被抄襲的書籍列入參考書名單。
他特別提請特區政府注意，應該讓澳門史上重要的體制和行動史實呈現，不要隱蔽歷史；二是應該著重能夠跟學生親歷環境結合的本土現實和建制的沿革。政府應當及早設置編委會，重新審定和編寫官版澳門歷史教科書，並切實調查處理有關涉嫌抄襲問題。新澳門學社亦在6月8日發表聲明，重申上述要求。

### 政府回應
教青局在5月27日召開座談會，與會者有澳門中華教育會、澳門天主教學校聯會、澳門歷史教育學會以及新澳門學社的代表。代局長梁勵表示，特區政府以開放和積極的態度對待，召開是次研討會的目的，就是要更充分地聽取來自各方面的意見，並努力推動“澳門歷史”教育的有關討論，並強調教師應依據有關課程大綱來剪裁和運用教材，以達致課程的目標。另一方面，教青局會組織關於“澳門歷史”教育以及課程實施的教師培訓，以有效推動學校的“澳門歷史”教育。
對於可進一步完善之處，當局以負責任的態度，十分重視各界的意見和建議，並已將此前所收到的意見在第一時間交給各編寫人員研究和修訂。而對於是次研討會中的各種意見和建議，教育暨青年局也將認真分析和研究。而根據澳門傳媒報導，教材亦已經停售。